# 秋場大輔
秋場 大輔（あきば だいすけ、1967年-）は、日本の心理学者。社会・発達心理学博士。

## 来歴
北海道岩見沢市出身。北海道帯広柏葉高等学校を卒業後渡米、タフツ大学心理学部を経て、ブラウン大学大学院心理学部博士号課程修了。マッカーサー基金フェローシップ受賞者。
その後、ブラウン大学人間発達学センターでポストドクター研究員を経て助教授に着任。2002年よりニューヨーク市立大学大学院センターに移籍し2010年には教授。2013年現在はニューヨーク市立大学クイーンズ校教育学部（兼任）の学部長も務める。日系アメリカ人、及びアメリカの少数民族の心理的や社会的な経験についての研究で著名。秋場ゼミは、日本人の卒業生も輩出している。

## 人物
日本在住時にはフィギュアスケートで北海道選手権及び全国中学校体育大会を制覇しており、スケート留学で渡ったアメリカでスケーターとしてではなく学者としての道を選んだという逸話がある。